# Amyna selenampha
Amyna selenampha är en fjärilsart som beskrevs av Achille Guenée 1852. Amyna selenampha ingår i släktet Amyna och familjen nattflyn. Inga underarter finns listade i Catalogue of Life.